# Dendroceros granulatus
Dendroceros granulatus är en bladmossart som beskrevs av William Mitten. Dendroceros granulatus ingår i släktet Dendroceros och familjen Dendrocerotaceae. Inga underarter finns listade i Catalogue of Life.